# Penthimia nigra
Espèce
Penthimia nigra, la Penthimie noire, est une espèce d'insectes hémiptères de la famille des Cicadellidae, de la sous-famille des Deltocephalinae et du genre Penthimia.

## Distribution
Cette cicadelle est présente dans toute l'Europe, du Portugal à la Russie, et dans l’ouest des Balkans, mais absente des îles Britanniques, du Danemark et la Scandinavie. Hors Europe, elle est présente au Proche Orient, peut-être dans l'Est du Paléarctique. Au Portugal, une première donnée date de 1941, la deuxième de 1960 et la troisième de 2009,. 
Penthimia nigra est, avec P. irrorata, présente uniquement dans les îles Canaries, le seul représentant de la tribu des Penthimiini en Europe. 

## Description
Sa forme particulière permet de la reconnaître facilement. Longue de 4 à 6 mm, plate ventralement, elle présente un dos en forme de tente, le point le plus élevé entre l'apex du scutellum et celui des endocories, apparaissant ramassée sur elle-même. Elle est de couleur noir métallisé à brun-rouge (variable), et peut présenter deux taches rouges sur le pronotum, faisant croire à des yeux, ou des zones brun clair sur les membranes. Les cories présentent une pilosité blanche surtout dans leur partie antérieure. La troisième paire de tibias porte une longue rangée d'épines, typique des Cicadellidae. Les membranes recouvrent tout l'abdomen et se jointent vers l'arrière en demi-cercle en se superposant. Les yeux peuvent être rouge sombre,.

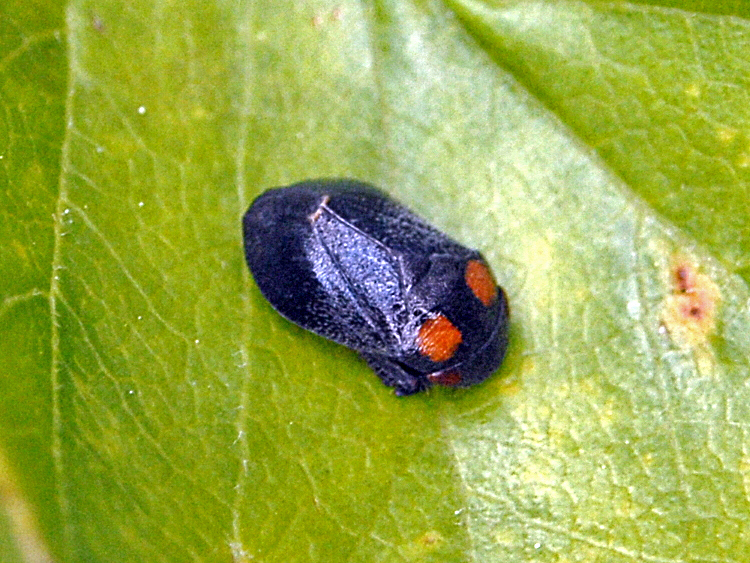
Penthimia nigra, avec taches rouges (Alessandria, Italie).
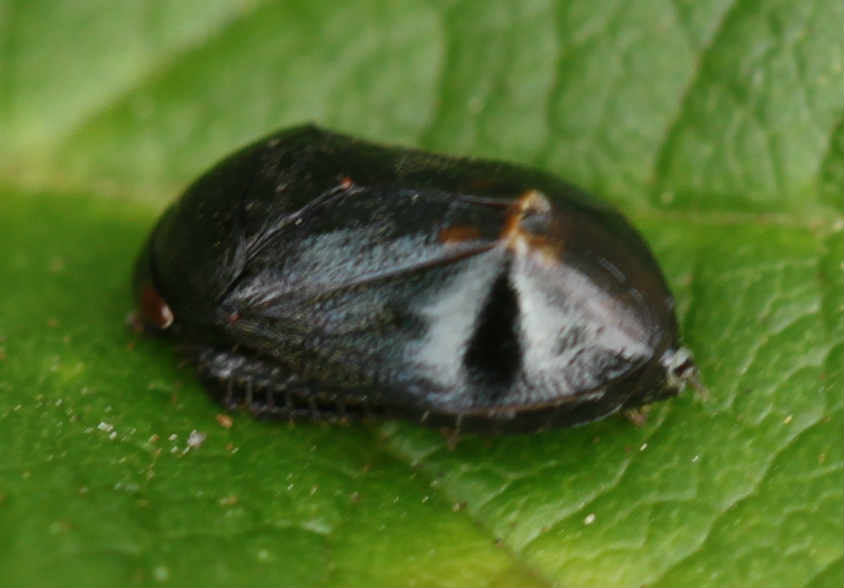
Adulte sans tache rouge (Schwetzinger Hardt, Allemagne).
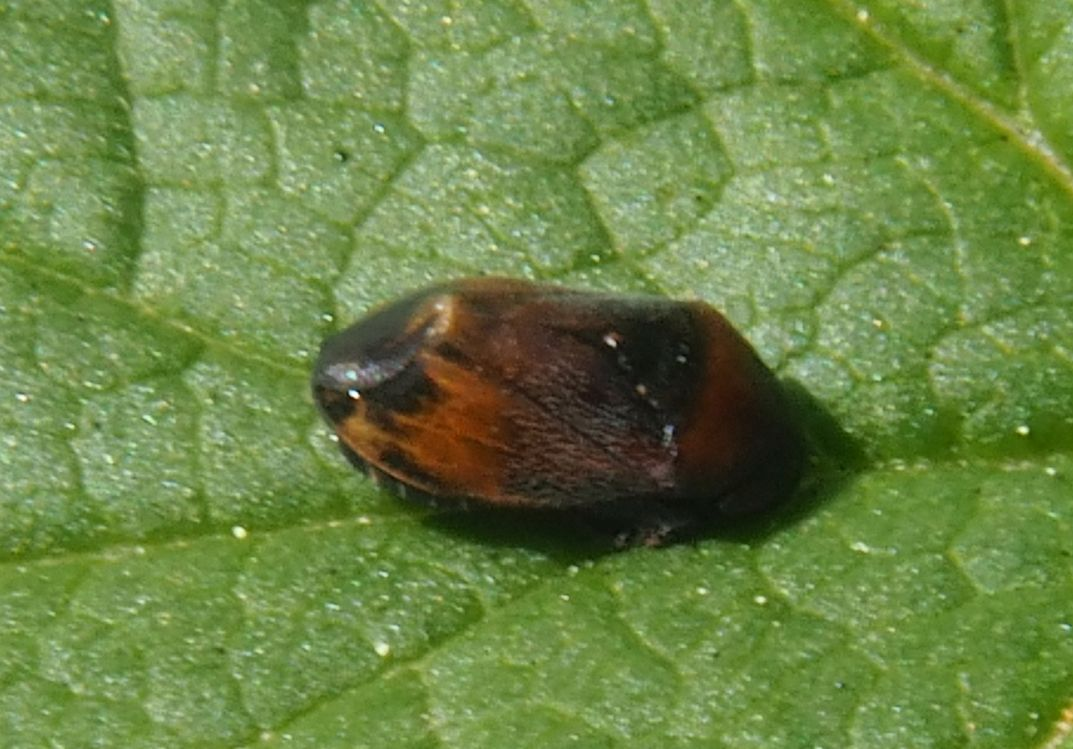
Forme plus claire (Genève, Suisse).
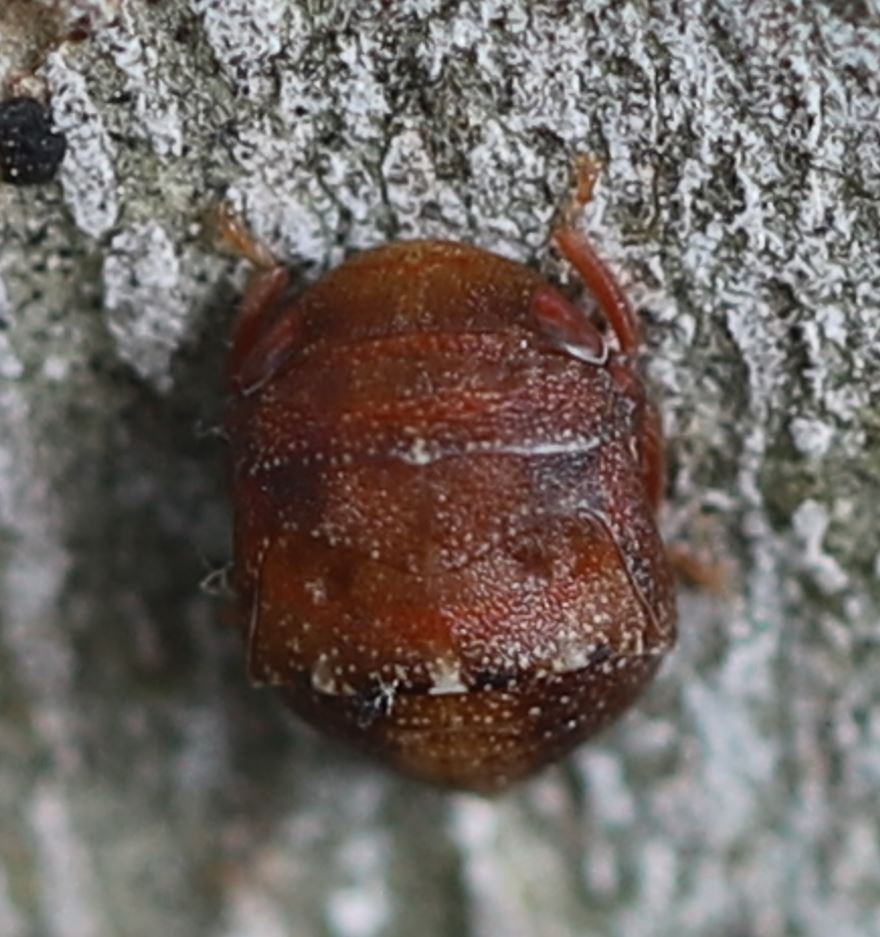
Juvénile (Walldorf, Baden, Allemagne).

## Écologie
Les œufs sont pondus sur les feuilles d'arbres à feuilles caduques, tels que saules (Salix), peupliers (Populus), chênes (Quercus), ou robiniers (Robinia). Comme toutes les cicadelles, elle se nourrit de sève de plantes.   
Les adultes se rencontrent de mai à août, sur des arbres, des arbustes ou des plantes herbacées.  
Elle n'est pas considérée comme un risque dans l'agriculture.    

## Taxonomie
Le protonyme de l'espèce est Cicada nigra, nom donné par l'entomologiste allemand Johann August Ephraim Goeze, dans son Entomologische beyträge zu des Ritter Linné 12. Ausgabe des Natursystems ("Contributions entomologique à la 12e édition du Système de la nature du chevalier Linné"), publié en 1778 à Leipzig.
Quelques synonymes donnés au cours des XVIIIe et XIXe siècles: Cicada nigra (Goeze 1778), Cercopis atra (Fabicius 1794), Jassus niger (Gistel, 1837). 